# Hospital de Villarreal (Soria)
El Hospital de Villarreal , Hospicio o Casa de Beneficencia fue un antiguo hospital de la ciudad de Soria (España) desaparecido en la actualidad, confundido en ocasiones con el Hospital de Peregrinos.
Se ubicaba a la salida de la ciudad hacia Almazán, próximo a la casa del marqués de La Vilueña. Tampoco debe confundirse con el Hospicio que, después de la desamortización de bienes eclesiásticos, se ubicó en el que había sido convento de La Merced.

## Historia
Se suele decir, erróneamente, que el hospital de San Salvador o de Peregrinos y el de Villarreal eran el mismo, pero, entre otros documentos, el acuerdo del ayuntamiento del 20 de febrero de 1726 disipa cualquier duda cuando hablando de los hospitales, además de los de Santa Isabel y Santi Espíritu, dice: Otro que se intitula de Villarreal destinado para la convalecencia de los referidos pobres. Otro que llaman de San Salvador en que se recogen los pobres y peregrinos que ocurren forasteros y transitan por esta ciudad.
Junto al hospital se ubicaba el portillo de Villarreal, uno de los que daba acceso a la cerca del arrabal. Este portillo se ubicaría entre las citadas casas de los Beltrán, Zapata o Vilueña, y las casas de los Salazar. Podría ser la salida actual de la plaza de los Jurados de Cuadrilla a la Avenida de Navarra. 
Parece ser que fue uno de los edificios mandados demoler por el general José Joaquín Durán, en marzo de 1812, junto con las murallas de Soria, el castillo, los conventos de San Benito, San Francisco, la Concepción y San Agustín con el fin de que los franceses no se atrincheraran. 